# Coniogramme fraxinea
Coniogramme fraxinea är en kantbräkenväxtart som först beskrevs av David Don, och fick sitt nu gällande namn av Friedrich Ludwig Diels. Coniogramme fraxinea ingår i släktet Coniogramme och familjen Pteridaceae. Inga underarter finns listade.